# بيرل ساغار
بيرل ساغار (بالإنجليزية: Pearl Sagar)‏ هي عاملة إجتماعية بريطانية، ولدت في 1958 في بلفاست في المملكة المتحدة.